# Mas Pernau (Rupià)
El Mas Pernau és una obra de Rupià (Baix Empordà) protegida com a Bé Cultural d'Interès Local.

## Descripció
Mas de planta rectangular amb coberta de teula a una i dues aigües a diferents nivells. La volumetria del mas és de planta baixa i un pis. Actualment hi ha algunes parts de la façana arrebossades. La pedra queda al descobert en les llindes i muntants de les obertures. No hi ha construccions aïllades. Es tracta d'un edifici anterior al segle xix.